# 지오바니 시오
지오바니-기 얀 시오(Giovanni-Guy Yann Sio, 1989년 3월 31일, 생-세바스티앙-쉬르-루아르 ~)는 코트디부아르의 축구 선수로, 현재 시옹에서 공격수로 활약하고 있다.

## 클럽 경력
시오는 낭트에서 데뷔하였고, 2007년 여름에 낭트에서 방출된 후 레알 소시에다드 B에 합류하였다. 그는 2008년 여름에 세군다 디비시온에 소속된 1군으로 승격되었다. 시오는 2년 계약을 연장하였고, 1년 추가를 연장할 권한을 가졌다.
2009년 9월 2일, 시옹은 이 스트라이커를 레알 소시에다드로부터 영입하였다.
2012년 1월, 그는 €5M에 VfL 볼프스부르크와 2016년까지 유효한 4년 계약을 체겨하였다. 2012년 7월 10일, 그는 아우크스부르크로 2012-13 시즌 말까지 임대되었다. 임대는 2013년 1월 31일에 본래보다 일찍 종료되었다.
2013년 8월 16일, 시오는 바젤과 4년 계약을 체결하고 이적하였다.

## 국가대표팀 경력
시오는 전 프랑스 청소년 국가대표팀 일원으로 프랑스의 U-15, U-16, 그리고 U-17 국가대표팀을 거쳤다. 시오는 2010년 투르누아 에스푸아 드 툴롱을 앞두고 코트디부아르 U-20 국가대표팀에 차출되었다.

## 수상
바젤
- 스위스 슈퍼리그: 2013-14
- 스위스컵 준우승: 2013-14